# Podu Roș, Iași
Podu Roș este un cartier din municipiul Iași. 

## Etimologie
Și-a luat numele de la podul cu același nume care traversează râul Bahlui. Podul datează cel puțin din secolul al XVIII-lea, fiind inițial din lemn, pentru ca în anii 1835-1836 să fie ridicat, din porunca domnului Mihail Sturdza, din piatră.

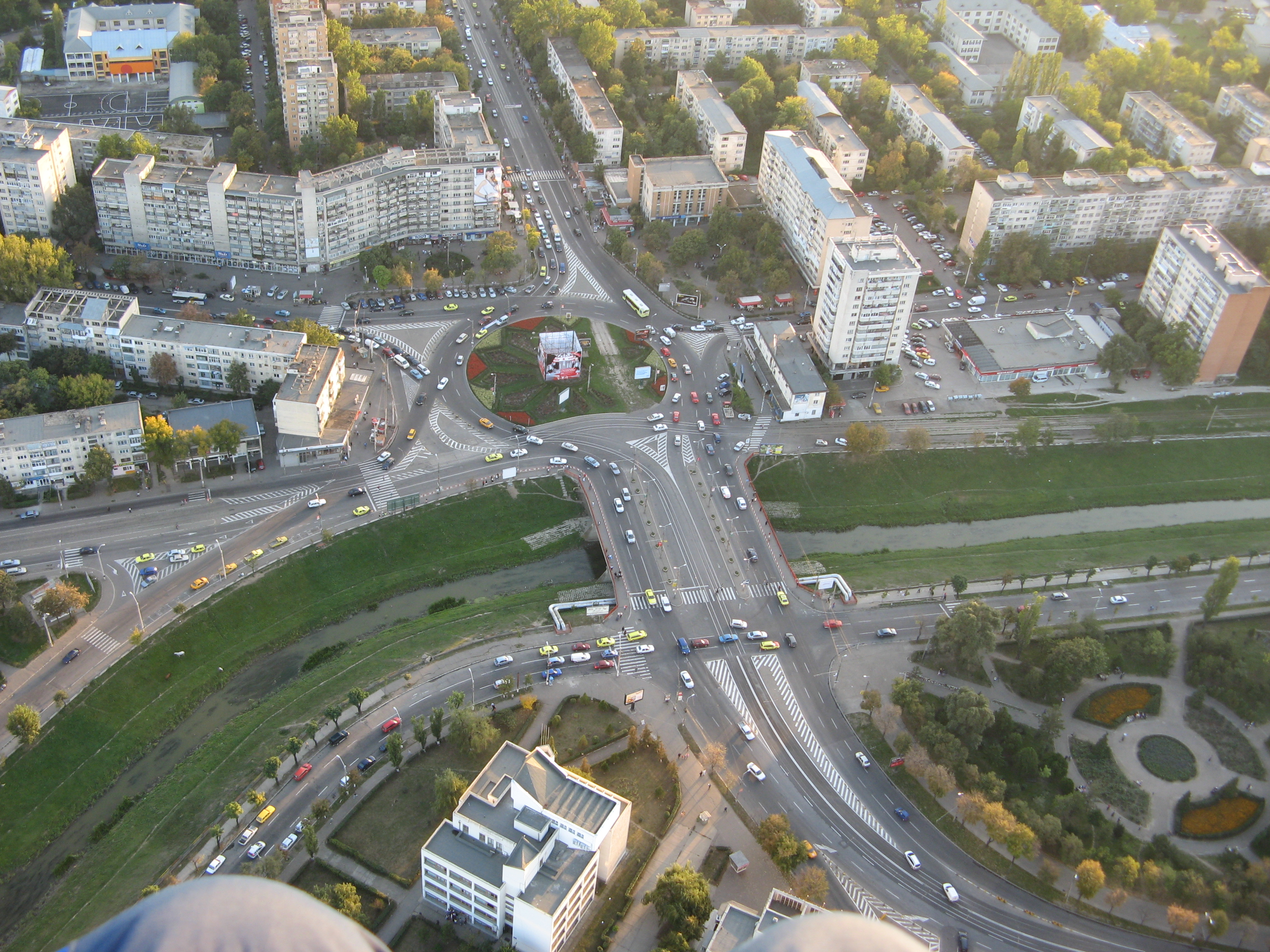
Cartierul Podu Roș din Iași

### Legendele Podului Roș
În mai toate orașele mari întâlnim nume de străzi sau de cartiere care au în componenta lor o trimitere către un curs de apă. Uneori însă, explicarea numelor este destul de complicată. Astfel, dacă în cazurile Podu de Fier și Podu de Piatră există dovezi materiale ale existenței unor poduri construite din materialele respective, Podu Roș a dat naștere, de-a lungul timpului, unor adevărate legende urbane. Astfel, s-a scris că numele ar proveni de la numeroasele cârciumi și bordeluri din zonă. Pentru că bordelurile aveau perdele roșii și felinare de aceeași culoare, s-a presupus că roșul dominant pe timp de noapte a dat numele de Podu Roș. O altă explicatie este legată de culoarea râului Bahlui, pentru că, în apropiere, ar fi existat un loc de execuție iar apa se colora in roșu la fiecare decapitare. Totuși, în epocă aveau “privilegiul” de a fi decapitați doar boierii, oamenii de rând fiind spânzurați.

### Podu Roș, de la balustrade
Specialiștii în toponimie au rezolvat, însă, misterul numelui Podu Roș. Astfel, profesorul Mircea Ciubotaru a publicat in Anuarul Institutului “Pillipide” un material prin care contestă, cu argumente științifice, legendele care circulă în jurul acestui nume. “Un magistrat ieșean din perioada interbelică încerca explicația denumirii Podu Roș, presupunând că aceasta s-ar datora faptului că pe ulița care cobora de la Curtea Domnească spre Bahlui (strada Palat de astăzi) erau încă din secolul al XVIII-lea casele prostituatelor, identificate prin perdele rosii la ferestre. Intuiam că explicația este eronată, dar acum avem dovada certa ca asemenea denumiri nu sunt metaforice, ci sunt motivate chiar de culorile menționate (de regulă, roșu și verde). Un dosar cuprinzând «Acta banilor cheltuiți pentru zugrăvitul parmaclâcurilor de la poduri pe drumul ostenesc» (1828-1834) este decisiv pentru înțelegerea motivației acestor hodonime: balustradele metalice ale podului erau vopsite în roșu”, notează Mircea Ciubotaru. Așadar, documentele din Arhiva Națională confirmă ca numele Podu Roș a fost atribuit podului de peste Bahlui doar din simplul motiv că acesta era... vopsit în roșu.

## Legături externe

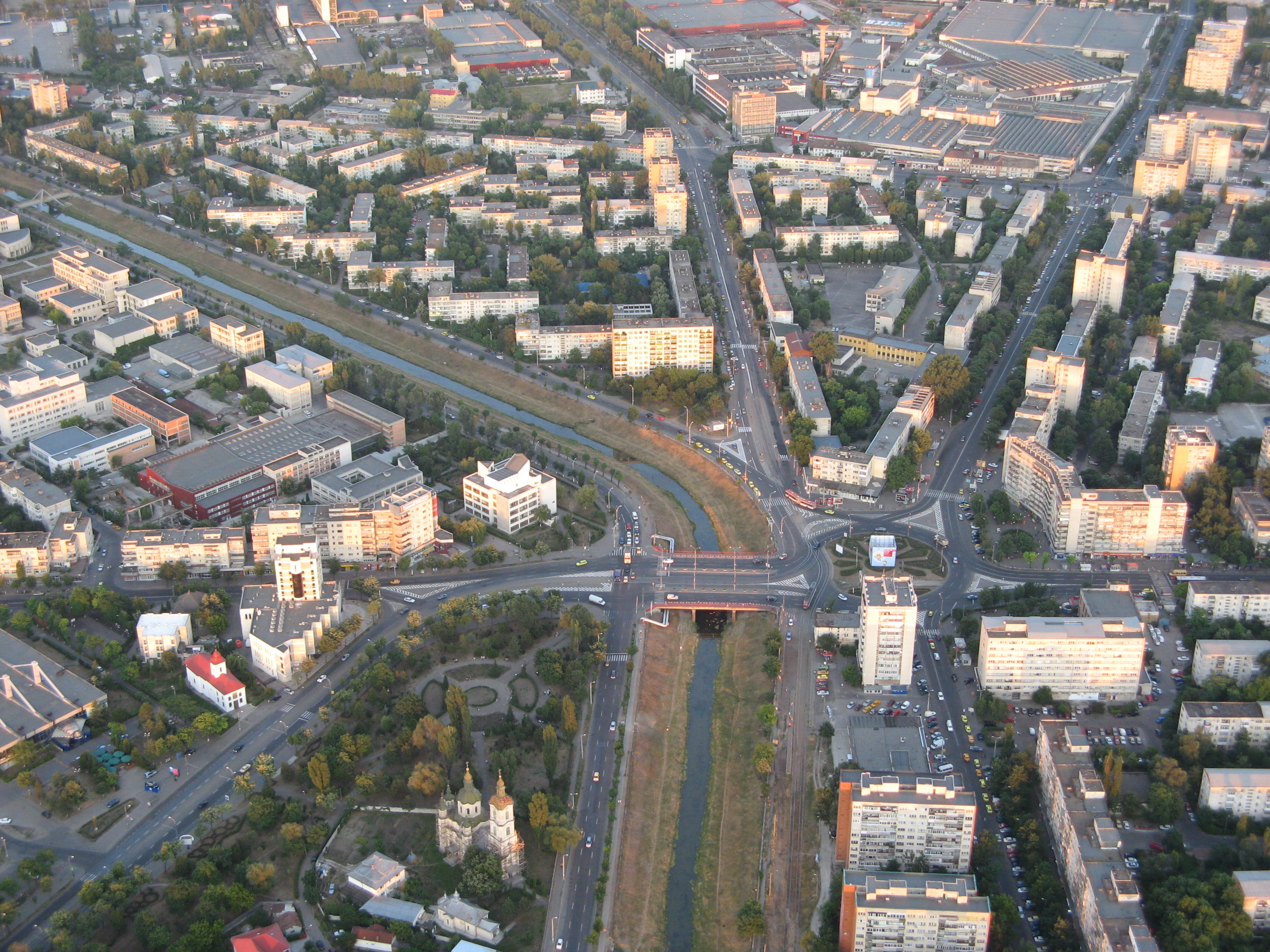
Cartierul Podu Roș din Iași

## Geografie
Situat în partea de sud a orașului.